# Eric Wynalda
Eric Wynalda (* 9. Juni 1969 in Fullerton, Kalifornien) ist ein ehemaliger US-amerikanischer Fußballspieler. Er ist Studioanalyst beim US-amerikanischen Sportsender Fox Soccer Channel und Technischer Direktor und Trainer der NASL-Mannschaft Atlanta Silverbacks.

## Sportliche Laufbahn

### Jugend und College
Eric Wynalda, der niederländischer Abstammung ist, wuchs in Westlake Village, Kalifornien auf. In seiner Kindheit spielte er für die Westlake Wolves. Sein Vater trainierte die Mannschaft, mit denen er die AYSO State Championship gewann. Er erzielte dabei 56 Tore in 16 Spielen. Später besuchte er die Westlake High School und wurde dreimal in die All State-Auswahl berufen. In der High-School-Mannschaft spielte er mit dem späteren Nationalspieler Cobi Jones zusammen.
Von 1987 bis 1989 besuchte er die San Diego State University, an der er für die Fußballmannschaft der San Diego State Aztecs spielte. In den drei Spielzeiten erzielte er insgesamt 34 Tore und bereitete 25 weitere vor. In seinem ersten Jahr erreichte die Mannschaft das NCAA Men’s Soccer Championship Finale. Dort unterlagen die Aztecs gegen die Clemson Tigers. Während seiner Zeit an SDSU spielte er auch zwei Spielzeiten lang für die San Diego Nomads in der Western Soccer Alliance.

### Profifußball
Um an der Fußball-Weltmeisterschaft 1990 teilnehmen zu können, unterschrieb er im selben Jahr einen Vertrag mit der United States Soccer Federation. Nach dem Turnier wurde er von der USSF an die San Francisco Bay Blackhawks verliehen. In drei Spielzeiten erzielte der Stürmer fünf Tore in der American Professional Soccer League. Er spielte nur in siebzehn Spielen mit, da er die meiste Zeit mit der Nationalmannschaft unterwegs war.
Im August 1992 wurde er für 45.000 US-Dollar an den 1. FC Saarbrücken ausgeliehen. Er war damit der erste in den USA geborene Fußballspieler, der zu einem deutschen Profiverein wechselte. Bei dem damaligen Bundesligisten trat er in allen 17 Spielen der Hinrunde 1992/93 an und kam zu acht Toren. Worauf er von Saarbrücken für 405.000 US-Dollar gekauft wurde. In der Rückrunde gab es noch einmal zwei Tore in 15 Partien und der 1. FC Saarbrücken stieg als Letzter ab. In der darauffolgenden Saison der 2. Bundesliga 1993/1994 erzielte er 12 Tore. Saarbrücken wurde 14. unter den 20 Zweitligisten.
Wynalda wechselte am Ende der Saison für $850,000 zum als Erster der 2. Bundesliga gerade aufgestiegenen VfL Bochum. In seinen 22 Bundesligaspielen blieb er ohne Torerfolg, Bochum stieg als 16. ab. Aufgrund eines Leistenbruchs, den er sich am 30. August zuzog, kam er erst Mitte der Saison in der 2. Bundesliga zu sieben Einsätzen – keiner davon über ein volles Spiel – in denen er zwei Treffer erzielte. Bochum wurde Erster und stieg wieder auf.
1996 ging er zurück in die USA und unterzeichnete einen Vertrag mit der damals neuentstandenen Major League Soccer. Im Zuge der Entstehung der neuen Profiliga in den USA wurden alle bekannten Fußballspieler auf die verschiedenen Mannschaften aufgeteilt. Die MLS transferierte Wynalda zu San Jose Clash. Am 6. April 1996 erzielte er das erste Tor in der Geschichte der Major League Soccer. Clash siegte 1:0 gegen D.C. United. Am Ende der Saison wurde er von der USSF zum Fußballer des Jahres in den USA ernannt. Auch die Auszeichnung Honda Player of the Year erhielt er im selben Jahr. Für San José Clash spielte Wynalda zwischen 1996 und 1998 57-mal und schoss dabei 21 Tore.
1999 wurde er an den mexikanischen Fußballklub Club León ausgeliehen. Nach fünf Spielen für Mexikaner verletzte sich Wynalda schwer an seinem Knie. Er fiel dadurch die restliche Leihzeit aus und verpasste auch den Saisonbeginn der MLS-Spielzeit 1999. Clash transferierte ihn zu Miami Fusion, mit denen er nach sechs Einsätzen in den regulären Punktspielen auch noch zwei Partien in der Playoff-Runde absolvierte. Für den November und Dezember 1999 streifte sich der US-Amerikaner noch einmal das Trikot des 1. FC Saarbrücken über – für vier Spiele (zwei Treffer) in der damals drittklassigen Regionalliga West/Südwest der Saison 1999/2000. Zurück bei Miami Fusion wurde er in der MLS-Spielzeit noch sechsmal (ein Tor) eingesetzt, bevor er am 8. Juli 2000 an New England Revolution, im Austausch für Ivan McKinley, abgegeben. Am 3. Mai 2001 wechselte er erneut innerhalb der MLS die Mannschaft. Die Revs schickten ihn zu Chicago Fire im Austausch für John Wolyniec.
2002 gab Wynalda bekannt, gerne bei Los Angeles Galaxy seine Karriere beenden zu wollen. Dieser Wechsel kam nicht zu Stande. Anschließend wechselte er zu Charleston Battery in die USL First Division. In einem Vorbereitungsspiel auf die kommende Saison verletzte sich Wynalda erneut an seinem Knie, gab sein Karriereende bekannt und wurde Fernsehkommentator.

### Auswahleinsätze
Sein erstes Länderspiel für die USA absolvierte Wynalda am 2. Februar 1990 gegen Costa Rica. Am 14. März 1990 unterschrieb er einen Vertrag mit der United States Soccer Federation, wodurch er zu einem Vollzeit-Nationalspieler wurde. Im selben Jahr war Wynalda Teil des Kaders für die Weltmeisterschaft in Italien.
Bei der WM 1994 im eigenen Land erzielte er per Freistoß aus 26 Meter den Ausgleichstreffer im Spiel gegen die Schweiz. Bei der Copa América 1995 wurde er am Ende des Turniers in die Beste Elf der Copa berufen. Er erzielte 3 Tore bei dem Turnier, zwei gegen Chile und eins gegen Argentinien.
1998 nahm er in Frankreich an seiner dritten WM-Endrunde teil. Nur Tab Ramos und Marcelo Balboa waren ebenfalls bei drei Weltmeisterschaften in den 1990er-Jahren im US-Kader.
Im Jahr 2000 nahm er seinen Abschied aus der Nationalmannschaft. Er konnte 34 Tore in 106 Spielen erzielen. Bis zum 19. Januar 2008 war er damit der erfolgreichste Torschütze der USA. Landon Donovan erzielte an diesem Tag ein Tor in einem Spiel gegen Schweden und überholte ihn somit.
Wynalda wurde von der CONCACAF zu einem der besten Spieler der 1990er-Jahre gewählt. 2004 wurde er in die National Soccer Hall of Fame aufgenommen. Seit 2006 ist er auch in der Ventura County Sports Hall of Fame.

## Weiterer beruflicher Werdegang

### Funktionär und letzte Spiele
2005 wurde Wynalda von dem Fußballklub Bakersfield Brigade als Technischer Direktor verpflichtet. Am Ende der Saison 2007 stand er für die letzten Spiele nochmals auf einem Fußballplatz. Insgesamt absolvierte er vier Spiele in der USL Premier Development League.
Außerdem spielte er noch für den Hollywood United F.C., einem Senioren Amateurverein aus Los Angeles. Dort stand er mit den ehemaligen US-Nationalspielern Alexi Lalas und John Harkes, Frank Leboeuf, Vinnie Jones und dem Schauspieler Anthony LaPaglia auf dem Platz. United spielt in der Los Angeles Olympic Soccer League.

### Karriere beim Fernsehen
Nach dem Ende seiner Karriere als Fußballspieler arbeitete er erst als Kommentator bei ESPN. Zusammen mit Alexi Lalas kommentierte er die Spiele bei der Fußball-Weltmeisterschaft 2006. Während der MLS-Saison 2007 wurde er zu einem der Hauptkommentatoren bei ESPN und ABC.
2008 arbeitete er als Kolumnist für das Major League Soccer Magazine in Los Angeles. Im August 2009 gab der Fernsehsender Fox Soccer Channel bekannt, dass Wynalda die TV-Sendung Fox Football Fone-in übernehmen wird. Nebenbei arbeitete er weiterhin als TV-Kommentator für die Major League Soccer und für die Spiele der UEFA Champions League. Während der Fußball-Weltmeisterschaft 2010 war er für das Online-Portal Yahoo! Sports als Video-Blog-Analyst angestellt.

## Privates
Seit 2014 ist er mit Amanda Fletcher verheiratet. Wynalda hat drei Kinder. Im November 2018 brannte seine Villa in Malibu durch Waldbrände in Kalifornien ab.